# (6526) Matogawa
(6526) Matogawa est un astéroïde de la ceinture principale.

## Description
(6526) Matogawa est un astéroïde de la ceinture principale. Il fut découvert le 1er octobre 1992 à Kitami par Kin Endate et Kazuro Watanabe. Il présente une orbite caractérisée par un demi-grand axe de 2,22 UA, une excentricité de 0,18 et une inclinaison de 5,1° par rapport à l'écliptique.

## Compléments